# Paul Nguyễn Quang Ðình
Paul Nguyễn Quang Ðình (ur. 18 maja 1973 w Son Thuy) – wietnamski duchowny rzymskokatolicki, biskup pomocniczy Hưng Hóa od 2025.

## Życiorys

### Prezbiterat
Święcenia kapłańskie otrzymał 29 listopada 2005 i został inkardynowany do archidiecezji Hưng Hóa.

### Episkopat
15 marca 2025 papież Franciszek mianował go biskupem pomocniczym archidiecezji Hưng Hóa, ze stolicą tytularną Voncaria. Sakry udzielił mu 27 maja 2025 biskup Hưng Hóa Đaminh Hoăng Minh Tiến. 